# Villa Mix - 2ª Edição
Villa Mix - 2ª Edição é um álbum ao vivo do VillaMix Festival lançado oficialmente no dia 15 de janeiro de 2013 pela Som Livre. A segunda edição desse projeto traz a presença dos sertanejos Jorge & Mateus, Gusttavo Lima, Humberto & Ronaldo e Israel Novaes. O festival, ocorrido no estacionamento do estádio Serra Dourada, em Goiânia, no dia 1 de julho de 2012, teve a duração oito horas. Em menos de 12 horas após seu lançamento, o álbum Villa Mix 2ª Edição alcançou o primeiro lugar entre os discos mais baixados no iTunes.

## Faixas
| CD  |                                  |                                                                   |         |  |
| N.º | Título                           | Artista                                                           | Duração |  |
| 1.  | "A Hora é Agora"                 | Jorge & Mateus                                                    | 4:43    |  |
| 2.  | "Flor"                           | Jorge & Mateus                                                    | 3:13    |  |
| 3.  | "Gatinha Assanhada"              | Gusttavo Lima                                                     | 3:15    |  |
| 4.  | "Fazer Beber"                    | Gusttavo Lima                                                     | 2:57    |  |
| 5.  | "Vem Ni Mim Dodge Ram"           | Israel Novaes                                                     | 2:35    |  |
| 6.  | "Beijo Meu"                      | Israel Novaes                                                     | 2:56    |  |
| 7.  | "Só Vou Beber Mais Hoje"         | Humberto & Ronaldo                                                | 3:14    |  |
| 8.  | "Eu Não Sou de Ninguém"          | Humberto & Ronaldo                                                | 3:20    |  |
| 9.  | "O Que é Que Tem"                | Jorge & Mateus                                                    | 3:25    |  |
| 10. | "Duas Metades"                   | Jorge & Mateus                                                    | 3:58    |  |
| 11. | "Refém"                          | Gusttavo Lima                                                     | 3:45    |  |
| 12. | "Balada"                         | Gusttavo Lima                                                     | 3:44    |  |
| 13. | "Depende"                        | Israel Novaes                                                     | 2:35    |  |
| 14. | "Se Você Não Voltar"             | Humberto & Ronaldo                                                | 3:08    |  |
| 15. | "Eu Quero Só Você (Be With You)" | Jorge & Mateus                                                    | 3:39    |  |
| 16. | "As Mina Pira Na Balada"         | Gusttavo Lima                                                     | 2:50    |  |
| 17. | "Cara do Arrocha"                | Israel Novaes                                                     | 3:05    |  |
| 18. | "Motel Disfarçado"               | Humberto & Ronaldo                                                | 2:45    |  |
| 19. | "Carro Pancadão"                 | Israel Novaes                                                     | 2:56    |  |
| 20. | "Eu Vou Contar Pro Cêis"         | Humberto & Ronaldo, Jorge & Mateus, Gusttavo Lima e Israel Novaes | 6:28    |  |

| DVD |                                                           |                                                                  |         |  |
| N.º | Título                                                    | Artista                                                          | Duração |  |
| 1.  | "Carro Pancadão"                                          | Israel Novaes                                                    |         |  |
| 2.  | "Depende"                                                 | Israel Novaes                                                    |         |  |
| 3.  | "Descontrolada"                                           | Israel Novaes                                                    |         |  |
| 4.  | "Beijo Meu"                                               | Israel Novaes                                                    |         |  |
| 5.  | "Combinação Perfeita"                                     | Israel Novaes                                                    |         |  |
| 6.  | "Vem Ni Mim Dodge Ram"                                    | Israel Novaes                                                    |         |  |
| 7.  | "O Cara do Arrocha"                                       | Israel Novaes                                                    |         |  |
| 8.  | "Vem Ni Mim Dodge Ram"                                    | Israel Novaes                                                    |         |  |
| 9.  | "Gatinha Assanhada"                                       | Gusttavo Lima                                                    |         |  |
| 10. | "Doidaça"                                                 | Gusttavo Lima                                                    |         |  |
| 11. | "Balada"                                                  | Gusttavo Lima                                                    |         |  |
| 12. | "Fazer Beber"                                             | Gusttavo Lima                                                    |         |  |
| 13. | "Refém"                                                   | Gusttavo Lima                                                    |         |  |
| 14. | "As Mina Pira Na Balada"                                  | Gusttavo Lima                                                    |         |  |
| 15. | "Gatinha Assanhada"                                       | Gusttavo Lima                                                    |         |  |
| 16. | "A Hora é Agora"                                          | Jorge & Mateus                                                   |         |  |
| 17. | "Amo Noite e Dia"                                         | Jorge & Mateus                                                   |         |  |
| 18. | "Pot-Pourri: Voa Beija-Flor / Pode Chorar / Amor Covarde" | Jorge & Mateus                                                   |         |  |
| 19. | "O Que é Que Tem"                                         | Jorge & Mateus                                                   |         |  |
| 20. | "Duas Metades"                                            | Jorge & Mateus                                                   |         |  |
| 21. | "Flor"                                                    | Jorge & Mateus                                                   |         |  |
| 22. | "Eu Quero Só Você (Be With You)"                          | Jorge & Mateus                                                   |         |  |
| 23. | "Pot-Pourri: Chega Mais Pra Cá / E Deixe o Tempo Ver"     | Humberto & Ronaldo                                               |         |  |
| 24. | "Romance"                                                 | Humberto & Ronaldo                                               |         |  |
| 25. | "Se Você Não Voltar"                                      | Humberto & Ronaldo                                               |         |  |
| 26. | "Só Vou Beber Mais Hoje"                                  | Humberto & Ronaldo                                               |         |  |
| 27. | "Eu Não Sou de Ninguém"                                   | Humberto & Ronaldo                                               |         |  |
| 28. | "Motel Disfarçado"                                        | Humberto & Ronaldo                                               |         |  |
| 29. | "Eu Vou Contar Pro Cêis"                                  | Humberto & Ronaldo, Jorge & Mateus, Gusttavo Lima, Israel Novaes |         |  |